# Euphoria (ゲーム)
『euphoria』（ユーフォリア）は、2011年6月24日にCLOCKUPより発売された18禁パソコンゲームソフトである。2014年4月25日にはHDリマスター版が発売された。また、2013年4月23日よりDMM.comのスマートフォン用オンラインゲームサイトでも配信されていたが、2015年5月18日をもって終了した。
作中に登場する汚物の表現やグロテスクな表現などは、オン・オフで切り替えが可能である。
アダルトアニメ (OVA) 化もされており、2011年12月22日に魔人より発売され、シリーズ化された。

## あらすじ
高遠恵輔は、目を覚ますと、6人の女性たちとともに、白い密室に閉じ込められていることに気付いた。どこからともなく聞こえた声は「ゲームを開始する」と告げ、恵輔を「開錠者」に、女性の1人を「鍵穴」に指定し、指示に従って鍵を開けるよう、命令した。恵輔が反抗すると、その声は都子が器具につながれて拷問を受ける姿を見せつけた。それは恵輔を動揺させたと同時に、彼に秘められた破壊衝動と凌辱への欲望を刺激した。それを見抜いた合歓は、恵輔の唇を強引に奪い、服従させた。かくして、恵輔は彼女たちを犯していくことを決めた。

## 登場人物
高遠 恵輔（たかとお けいすけ）
声：新沢真（OVA）、黒井音瑚（幼少期、OVA）
主人公である、六慶館学園2年生。

### メインヒロイン
真中 合歓（まなか ねむ）
声：青空ラムネ
六慶館学園2年生。学校では一人でいることが多く、同級生との交流は乏しい。ゲームが始まると、恵輔の欲望を刺激するかのごとく翻弄していく。
帆刈 叶（ほかり かなえ）
声：ヒマリ
六慶館学園2年生で、恵輔の幼馴染にして同級生。幼い顔立ちとは対照的に巨乳である。心優しい性格で、監禁された際も仲間たちを気遣っていた。
白夜 凛音（びゃくや りんね）
声：杉原茉莉
六慶館学園2年生にして、几帳面な風紀委員。単独行動を好むと思われがちだが、ボランティア活動には積極的に参加している。
蒔羽 梨香（まきば りか）
声：このは
六慶館学園1年生で、恵輔の後輩。
葵 菜月（あおい なつき）
声：御苑生メイ
六慶館学園の英語教師で、3年生を担当している。優しい性格で美人であるため生徒たちからの人気は高い。反面他の教師から威厳がないと指摘されているが、楽観的な性格を持つ本人は気にしていない。

### サブヒロイン
安藤 都子（あんどう みやこ）
声：東かりん
六慶館学園2年生で、恵輔のクラスの委員長。真面目な性格ゆえ"謎の声"に反抗し、冒頭でゲームの参加を拒否したため、電気椅子にかけられ処刑される形でゲームから外された。

## スタッフ
- ディレクター - 阿久津亮
- 原画 - はましま薫夫[2]
- シナリオ - 浅生詠[2]、和泉万夜
- 音楽 - 上原一之龍

## 制作
ディレクターを務めた阿久津は本作が初めての監督作品であり、思い入れが深く様々なことをよく覚えていたと叶役のヒマリのブログ記事に寄せたコメントの中で述懐している。アダルト業界に入ってから数年目の阿久津からみれば、原画のはましま薫夫とシナリオライターのひとりである浅生詠は阿久津にとって先輩であり、プロジェクトをけん引しようというよりはむしろ2人の胸を借りようとふんわり構えていたと阿久津は後年振り返っている。

### キャスティング
阿久津によると、叶をヒマリが演じることになったきっかけは、はましまの推薦だったかもしれないといい、「とにかく実際にお会いした際の『エロ演技に前向きで、仕事に対するやる気と情熱を感じる声優さんだった。ああいう人と仕事がしたい。フェラ演技もすごくお上手だし』というお話が決め手となりました。」と語っているほか、浅生から出された「Hシーンと通常の場面どちらもこなれた演技ができる者」という条件を満たしていたことから満場一致で採用されたと述べている。
叶役の収録に際しては最初にプレムービーの分を行い、それからEuphoriaのディレクター立ち合いの元演技の調整をしたのち、本編の収録に移行した。ヒマリはブログの中で過激な内容ながらも多様な演技ができて楽しかったと振り返っており、そのようなセリフもスタッフに相談し、自分らしい演技でスムーズに演技で来たと語っている。また、浅生詠からも助言を受けており、自分の発想だけではできなかったところもあったと述べている。

## 主題歌
オープニングテーマ「楽園の扉」
作詞：Takt-W / 作曲・編曲：上原一之龍 / 歌：青葉りんご
『euphoria 〜帆刈叶 楽園終焉編〜』(OVA)
主題歌「パンドラの楽園」
作詞：Takt-W / 作曲・編曲：諸田英慈 / 歌：青葉りんご

## 関連商品

### 小説
- 『euphoria 〜another room〜』（パラダイムぷちぱら文庫 2011年10月28日発売）ISBN 978-4-89490-697-6

### アダルトアニメ
魔人が制作・販売した。このうち『地下の戦慄ゲーム、地上のスカトロ地獄。笑う黒幕は……幼なじみ!? 編』は原作のトゥルーエンドを基にしている。
また、『目指す楽園は神聖なる儀式の先に。救世主の母は……白夜凛音!? 編』は白夜凛音のルートを基にしているが、原作のルートとは異なる結末を迎える。
- 『euphoria 〜真中合歓 地獄始動編〜』（魔人 2011年12月22日発売）
- 『euphoria 〜帆刈叶 楽園終焉編〜』（魔人 2012年3月30日発売）
- 『euphoria 〜白夜凛音 輪廻転生編〜』（魔人 2014年6月27日発売）
- 『euphoria 〜「蒔羽梨香」「葵 菜月」 蘇る地獄絵図編〜』（魔人 2015年2月27日発売）
- 『euphoria 〜地下の戦慄ゲーム、地上のスカトロ地獄。笑う黒幕は……幼なじみ!? 編〜』（魔人 2015年11月27日発売）
- 『euphoria 〜目指す楽園は神聖なる儀式の先に。救世主の母は……白夜凛音!? 編〜』（魔人 2016年2月26日発売）

## 反響
本作は中古品が高値で取引されるほどの人気を博した。

### アダルトアニメ版に対する批評
おたぽるの穴リスト猫はアダルトアニメ版について、「ストーリーは原作を基にしているが、謎解きや伏線は小出し程度であるうえ、場面展開が唐突でキャラクターの心理描写も最低限であるため、アダルトアニメ版だけを見て内容を理解することは無理である。ただし、物語を理解しなくても、サディスティックなプレイを好む方なら最初から最後まで楽しむことができ、原作のファンは原作とは異なる結末を楽しむことを目的に鑑賞するのもよい」と評している。
また、穴リスト猫は『目指す楽園は神聖なる儀式の先に。救世主の母は……白夜凛音!? 編』について、「Hシーンのクォリティは高いが、そこまでに至る過程は見る人の好みを反映しているため、人を選ぶものである」とし、全6作の中で最も狂気を孕んでいると評価した。